# John Westland Marston
John Westland Marston (Boston, Lincolnshire, 1819. január 30. – London, 1890. január 5.) angol drámaíró.

## Életpályája
The patrician's daughter című drámájával lépett fel (1841), melyet sűrün követtek egyéb színművei; ezek közt legtöbb sikert arattak: The heart and the world (1849) és Life for life (1869). Vígjátékai, melyekben éles politikai szatírát gyakorolt, nem sikerültek annyira; köztük a legjobbak: Borough politics és Lamed for life (1871). Marston a klasszikus angol mestereket utánozta; sok benne a drámai erő, párbeszédei gyorsak és jellemzők. Mint regényiró is kiváló: A lady in her own right (1860) és The wife's portrait (1869) igen sikerült kötetek. Összes műveit Dramatic and poetical works (London, 1876) címmel maga adta ki.